# Anna Puławska
Anna Puławska, née le 7 février 1996, est une kayakiste polonaise pratiquant la course en ligne.

## Biographie

### Enfance et formation
Elle est née le 7 février 1996.

### Carrière
En 2019, aux Jeux Européens de Minsk, elle remporte la médaille de bronze en quatcycle de 500 mètres avec le même plateau que lors des précédents Championnats du monde.
Elle a également participé à l’épreuve en simple sur la même distance, terminant sixième en finale. En août de la même année, aux Championnats du monde de Szeged, elle remporte la médaille d’argent en double sur 500 mètres avec Karolina Naja et la médaille de bronze sur 500 mètres en quatre.
Le 26 octobre 2024, avec Karolina Naja, Dominika Putto et Helena Wiśniewska, elle a suivi un cours de sous-officier à l’École des sous-officiers de l’armée de terre à Poznań (pl).

## Palmarès

### Jeux olympiques
- 2020 à Tokyo, (Japon)
  -  Médaille d'argent en K-2 500 m
  -  Médaille de bronze en K-4 500 m

### Championnats du monde
- 2019 à Szeged, Hongrie
  -  Médaille d'argent en K-2 500 m
  -  Médaille de bronze en K4 500 m
- 2018 à Montemor-o-Velho, Portugal
  -  Médaille de bronze en K4 500 m

### Championnats d'Europe
- 2021 à Poznań (Pologne)
  -  Médaille d'argent en K-2 500 m
- 2019 (Jeux européens) à Minsk (Biélorussie)
  -  Médaille de bronze en K-4 500 m
- 2018 à Belgrade (Serbie)
  -  Médaille de bronze en K-1 500 m
- 2017 à Plovdiv (Bulgarie)
  -  Médaille d'argent en K-4 500 m
  -  Médaille de bronze en K-2 500 m

### Jeux européens
- Jeux européens de 2023 à Cracovie
  -  Médaille d'or en K-2 500 m
  -  Médaille d'or en K-4 500 m